# Hét tenger
A Hét tenger kifejezés a középkori tengerészek és írók között a 7 tengerre vonatkozik az akkori ismert világon:
- Adriai-tenger
- Arab-tenger
- Fekete-tenger
- Földközi-tenger
- Kaszpi-tenger
- Perzsa-öböl
- Vörös-tenger

Ez a kifejezés már ismert volt az ókori görög civilizációban, a Római Birodalomban, még a sumerek világában is megjelent. Az amerikai kontinens felfedezése és a további kutatások után nem használták tovább a kifejezést. 